# Moving (película)
Moving es una película de comedia estadounidense de 1988 protagonizada por Richard Pryor como Arlo Pear, un padre que traslada a su familia por el país.
Otras apariciones notables en la película incluyen a Randy Quaid como un vecino molesto, Dana Carvey como un hombre con múltiples personalidades contratado para conducir el coche de Pryor, Rodney Dangerfield como un oficial de préstamos malversadores, el músico Morris Day y el luchador de la WWF King Kong Bundy como un motor monstruoso. La película también está protagonizada por Stacey Dash, como Casey, la hija de Arlo.

## Reparto
- Richard Pryor como Arlo Pear
- Beverly Todd como Monica Pear
- Stacey Dash como Casey Pear
- Randy Quaid como Frank y Cornell Crawford
- Gordon Jump como Simon Eberhard
- Dave Thomas como Gary Marcus
- Dana Carvey como Brad Williams
- King Kong Bundy como Gorgo
- Ji-Tu Cumbuka como Edwards
- Robert LaSardo como Perry
- Morris Day como Rudy "Something"
- Rodney Dangerfield como corredor de préstamos

## Medios domésticos
La película fue lanzada en DVD el 22 de agosto de 2006, como parte de una función doble, empaquetada con Greased Lightning. Ambas películas están en la misma cara de un solo disco.